# کلاین وانتسلبن
کلاین وانتسلبن (به آلمانی: Zuckerdorf Klein Wanzleben) یک منطقهٔ مسکونی در آلمان است که در وانزلبن-وورده واقع شده‌است.
 کلاین وانتسلبن  ۲٬۳۳۷ نفر جمعیت دارد.